# Salmivaara (kulle i Finland, Lappland)
Salmivaara är en kulle i Finland.   Den ligger i den ekonomiska regionen  Tornedalens ekonomiska region  och landskapet Lappland, i den norra delen av landet, 700 km norr om huvudstaden Helsingfors. Toppen på Salmivaara är 201 meter över havet. Salmivaara ligger vid sjön Iso Vietonen.
Terrängen runt Salmivaara är huvudsakligen platt. Runt Salmivaara är det mycket glesbefolkat, med 2 invånare per kvadratkilometer.